# Hockey sur roulettes d'Aix-les-Bains
Actualités
Le Hockey sur roulettes d'Aix-les-Bains, ou HR Aix-les-Bains est un club sportif d'Aix-les-Bains affilié à la Fédération française de roller sports. La section créée en 1977 par Daniel Bret, a pris son indépendance en 1989.

## Repères historiques
Alain Merle préside le club jusqu'en 2000, année durant laquelle il est remplacé par Romain Padey.

En terminant à la seconde place du championnat de France de Nationale 2 en 2015, le club accède à la Nationale 1. Le club connait ce niveau déjà atteint lors de la saison 1997-1998 et en 1992-1993.
En 2015, l'équipe masculine est promu en Nationale 1,. 
En 2016, le club possède également une équipe féminine qui a été créée cinq ans auparavant par l'union des différents clubs de la région afin de constituer une entente. Celle-ci évolue alors en première division et parvient à accéder au niveau européen tandis que l'équipe masculine évolue en seconde division depuis sa relégation. 
En 2019, le club compte 300 licenciés dont 180 licenciés en compétition, ce qui en fait l'un des plus importants club de France. Les déplacements des joueurs de l'équipe première se font en train.
En 2020, Romain Padey est président du club et entraineur de son équipe première.

## Parcours
| Saison      | 2011-2012 | 2012-2013 | 2013-2014 | 2014-2015 | 2015-2016 | 2016-2017 | 2017-2018 | 2018-2019 | 2019-2020 |
| ----------- | --------- | --------- | --------- | --------- | --------- | --------- | --------- | --------- | --------- |
| Nationale 1 |           |           |           |           | 12e       |           |           |           |           |
| Nationale 2 | 7e        | 9e        | 4e        | 2e        |           | 4e        | 4e        | 5e        | 11e       |
| Nationale 3 |           |           |           |           |           |           |           |           |           |

## Infrastructure
Le terrain du Halle de Marlioz mesure 40 m par 19,4 m sur un revêtement de béton couvert de résine.